# Буняково
Буняко́во — деревня в границах городского округа Домодедово Московской области. Входит в состав Краснопутьского административного округа. Население — 115 чел. (2010). Районный центр - город Домодедово, находится в 9,7 км к северо-западу от деревни. 
До революции 1917 года четко отличалось село от деревни: в селе обязательно была церковь, таким образом, являлось центром сельского прихода, объединяющего несколько близлежащих деревень. В советский период и в настоящее время в России официальных отличий села от деревни не существует, поэтому сейчас Буняково имеет статус - деревни.
Через деревню протекает река Гнилуша.

## Историко-культурные особенности деревни Буняково
Деревня Буняково расположена на берегах речки Малой Северки (Гнилуши). В 16 веке село принадлежало воеводе Ивану Юрьевичу Лобанову-Ростовскому. Через неё пролегал торговый путь от Бронниц в Подольск, ставший особенно оживленным с 1729 г., когда в селе Никитском стали проходить ярмарки.
В 1616 г. царь Михаил Романов пожаловал сельцо Буняково Федору Шушерину. По данным писцовой книги 1627-1628 годов, Буняково числилось как деревня Московского уезда, в которой стоял двор помещика с жильцами. По переписи 1678 г. в деревне Буняково числился двор помещика и 3 двора крестьянских, в которых проживало 26 мужчин. В конце 18 в. в селе Буняково находилось 26 крестьянских дворов с 141 жителями.
Деревянная церковь в честь Покрова Пресвятой Богородицы была построена владелицей села Буняково А. Ф. Медведевой, после чего деревня получила статус села и стало называться «село Покровское, Буняково тож». В начале 1808-х гг. селом владела княгиня Анастасия Ивановна Несвицкая. В 1809 г. она начала строительство каменного храма в честь Покрова Пресвятой Богородицы. Строительство велось много лет. Каменная церковь была освящена только в 1817 году. В период строительства княгиня А.И. Несвицкая скончалась и в связи с этим церковь не была закончена.
Храм из белого тесаного камня, выдержанный в стиле классицизма, увенчан ротондой и украшен четырёхколонными портиками. Храм имеет три престола: основной – во имя Покрова Пресвятой Богородицы, левый престол во имя святителя Николая Чудотворца, правый во имя Святителя Димитрия Ростовского. В 1935 г. храм был закрыт, в 1991 г. передан православной общине и восстановлен.

## Расположение
Буняково располагается недалеко от Каширского шоссе в городском округе Домодедово, приблизительно в 3 -км. Ещё самые близкие к деревне шоссе: A-107 (Бетонка), М4, А-105 (а/п Домодедовское).
Доехать до деревни Буняково также можно по Павелецкой железнодорожной линии. Ближайший железнодорожный пункт - платформа Востряково расположен в 500 метрах от деревни.
Соседние поселения имеют значительный разброс плотности застройки. В радиусе 7-ти километров от деревни располагаются деревни: Михеево, Пушкино, Рябцево, Ловцово, Скрипино-1, микрорайоны: Востряково, Авиационный. Ближайший к деревне населённый пункт - деревня Рябцево.

## Демографическая ситуация
По переписи 1678 года, в деревне Буняково был двор помещика и 3 двора крестьянских, в которых проживало 26 мужчин. В конце XVIII века в селе Буняково находилось 26 крестьянских дворов с 141 жителем, а уже к концу XIX века в селе Буняково насчитывалось 30 дворов со 198 жителями.  На 1 января 1995 г. в деревне насчитывалось 85 домов с 169 жителями, но уже к 2005 году количество коренных жителей уменьшилось почти в 1.5 раза до 116 человек. По данным всероссийской переписи населения 2010 года количество коренных жителей составило 115 человек, но на самом деле количество жителей намного больше в связи с тем что многие жители просто не прописаны в деревне, но проживают круглогодично.

## Жилая и коммерческая недвижимость
С начала 90-х годов в деревне и в непосредственной близости началась активная застройка частными жилыми домами. Вследствие чего в деревне Буняково появились новые улицы: Полевая, Дубовая роща, Железнодорожная. А недалеко от деревни находятся участки СНТ «Авиатор-плюс», «Ручеек», «Пресса», «Строитель», «Геолог», «Изумруд», «Березка», «Кантри», «МПО 1-я образцовая типография».

## География
Климат — умеренно континентальный с относительно мягкой зимой, частыми оттепелями и тёплым влажным летом. Частое прохождение циклонов с Атлантики и иногда со Средиземноморья обуславливает увеличение облачности. Среднеянварская температура составляет около −10,5 °C (Минимальная температура зимой на 2012 год составила −35), среднеиюльская — +17,5 °C (Максимальная температура летом на 2012 год составила + 39). Почвы — аллювиальные, серые лесные. Река — Гнилуша, а также прилегающей к ней пруды. Купание в реке невозможно в связи с её заболачиванием.
На берегу реки, в центре деревни Буняково, располагается Покровская церковь.

## История
В конце XVI века сельцо Буняково «по обе стороны речки Гнилуши» принадлежало князю Ивану Юрьевичу Лобанову-Ростовскому. При Иване Грозном он воеводствовал в разных городах, а в 1580 году был «послан на Пахру». Затем сельцо перешло к князю Василию Андреевичу Звенигородскому, который возглавлял сторожевой полк в Литовском походе, был воеводой в Туле, Мценске и на Двине, где составил первое обстоятельное описание Двинской земли, а в 1595 году руководил строительством крепости в Смоленске. В первые годы царствования Михаила Романова он вновь назначается воеводой, но на этот раз в Нижнем Новгороде и Коломне. В 1616 году он принял иноческий постриг под именем Варлаама и скончался в Соловецком монастыре.
  Согласно писцовой книге 1627 года сельцо с двором помещика Ф.В. Шушерина, в котором поселены трое крестьян и двором князя Т.Н. Звенигородского, которому принадлежала пустошь Рябцово, находилось в Тухачевской волости Замоскворецкой половины Московского уезда. Через полвека сельцо с двором вдовы дьяка И. Копошилова и 4-мя крестьянскими дворами отказано стольнику Г.Ф. Долгову-Сабурову. В 1710 году сельцом владела вдова стольника Аводья, а в нём стояли двор её с двумя семьями деловых людей да 4 крестьянских двора. Из последующих владельцев следует отметить майора Степана Степановича Медведева, который перевёз в сельцо своих крепостных из Ярославского и Орловского уездов. При нём в 1748 году в сельце числилось 25 крестьянских дворов и 60 ревизских душ, а при его вдове Настасье Фёдоровне в 70-е годы в 26 дворах число жителей обоего пола выросло до 141. В это время она построила здесь деревянную церковь во имя Покрова Пресвятой Богородицы и сельцо стало именоваться селом Покровским, Буняково тож.
  Вскоре оно перешло к жене действительного тайного советника и камергера И.В. Несвицкого княгине Настасье Ивановне. Она в 1809 году рядом с деревянной заложила белокаменную церковь с такой же колокольней. «Новый храм, - сообщал священник Алексей Васильев митрополиту в 1817 году, - по своей архитектуре и вместимости мог бы украсить любое крупное селение». В историю села вписался и редкий по тем временам факт освобождения крестьян села в 1812 году от крепостной зависимости. «Из признательности моей к своим крестьянам, - писала княгиня губернскому предводителю дворянства, - за усердие их ко мне отпускаю их в состояние свободных хлебопашцев, не требуя от них за то платы». При этом крестьяне получили в собственность все без исключения принадлежащие селу земли и угодья. По заключённым условиям крестьяне при жизни княгини обязаны были доставлять причту ежегодно необходимое количество дров и производить починки в их домах своими материалами и работниками. А чтобы после её смерти причт не требовал себе от крестьян земли, княгиня внесла в Московский воспитательный дом 6 тысяч рублей, проценты с которых должны были поступать на содержание причта.
  С конца 30-х годов XIX века в селе числилось 38 дворов «свободных хлебопашцев», располагавшихся в трёх слободах, по 10-13 дворов в каждой. По решению сельского схода часть земли села была продана обществу Рязано-Уральской железной дороги по 100 рублей за десятину.
  В воскресный день 29 июля 1901 года при небывалом стечении народа состоялось освящение обновлённого главного храма во имя Покрова Пресвятой Богородицы, стены которого были окрашены и расписаны живописью, вновь вызолочен иконостас, исправлены ветхости. Своим обновлением храм обязан благотворителям, главным из которых был бывший прихожанин церкви московский мещанин Аркадий Матвеевич Цыганов. В следующем году освящены и приделы.
  Продолжительное время жители села страдали от недостатка воды. В 1909 году сельский сход во главе со старостой села Григорием Быковым просил уездную земскую управу о выделении 330 рублей на углубление единственного колодца в селе и строительство трёх новых, по одному в каждой слободе. Ссуда была получена, а колодцы выкопаны.
  По данным 1914 года в 39 дворах села числилось 224 жителя. Рядом с селом находились имения А.К. Викторова и В.Н. Абрамова.
  В 1931 году здесь был образован колхоз имени VI съезда Советов, за которым закреплено 231 га земли, но заметных успехов он не добился. Урожайность зерновых в конце 30-х годов не превышала 5 ц с га. На фермах содержали 18 лошадей, 11 голов крупного рогатого скота и двух овец. На колхозной пасеке имелось 47 семей пчёл. По итогам 1939 года на трудодень колхозники получили лишь по 200 г зерна.

## Население
| 2002 | 2010 |
| ---- | ---- |
| 114  | ↗115 |

## Достопримечательности
- Храм Покрова Пресвятой Богородицы
- Памятник жителям села Буняково и деревни Рябцево павшим в годы Великой Отечественной войны.

## Памятник жителям села Буняково и деревни Рябцево павшим в годы Великой Отечественной войны
Памятник жителям села (деревни) Буняково и деревни Рябцево павшим в годы Великой Отечественной войны был торжественно открыт 9 мая 1980 года в честь Победы в Великой Отечественной войне.

### Идея создания
В 1977 году на общем собрании граждан деревни Буняково и Рябцево было принято решение о сборе средств и установки памятника жителям села (деревни) Буняково и деревни Рябцево павшим в годы Великой Отечественной войны в центре деревни Буняково в честь Победы в Великой Отечественной войне.

7 марта 1980 года комсомольцы и молодежь села Буняково и деревни Рябцево горячо поддерживая призыв 5-го Пленума ЦК ВЛКОМ ознаменовать 35-летия Победы в Великой Отечественной войне созданием Всесоюзного комсомольского парка Победы и решили заложить парк в деревне (селе) Буняково около памятника павшим воинам.

### Художественные особенности
За основу барельефа памятника был взят барельеф на торце "Дома Павлова".

На памятнике высечен обрывок из поэмы 210 шагов Роберта Рождественского:
"Есть память,
которой не будет забвенья.
И слава,
которой не будет конца".

## Образование и культура
Ближайшая школа, как и детский сад и дом культуры, находятся в микрорайоне Востряково, в 2 км от деревни Буняково.